# Лєков Юрій Миколайович
Ю́рій Микола́йович Лє́ков (рос. Юрий Николаевич Леков; *14 листопада 1928, смт. Садон, Північна Осетія — 14 січня 2008, Владикавказ, Росія) — український і російський театральний режисер, осетин за національністю, народний артист Росії (від 1974 року), заслужений діяч мистецтв УРСР (від 1968 року).

## З біографії та творчості
Юрій Миколайович Лєков народився 14 листопада 1928 року в смт. Садон у Північній Осетії.
1957 року закінчив Київський інститут театрального мистецтва (у Л. Варпаховського і В. Скляренка).
1954—62 роки — режисер Київського, 1962—68 — головний режисер Харківського, 1975—77 — Одеського театрів опери та балету.
У 1963—68 роки — викладач Харківського інституту мистецтв.
Починаючи від 1977 року Ю. Лєков — головний режисер Північно-Осетинського театру опери та балету (тепер Державний театр опери та балету Північної Осетії-Аланії), він є його засновником, беззмінним керівником і творчим авторитетом.
Юрій Миколайович Лєков помер 14 січня 2008 року на 79-му році в Владикавказу.
У доробку Юрія Лєкова як режисера-постановника такі вистави:
- «Катерина» (М. Аркас);
- «Бал-маскарад» (Дж. Верді);
- «Іоланта» (П. Чайковський);
- «Тоска» (Дж. Пуччіні).